# Bonneuil-en-France
Pour les articles homonymes, voir Bonneuil.
Bonneuil-en-France est une commune française située dans le département du Val-d'Oise, en région Île-de-France.
Ses habitants sont appelés les Bonneilleux.

## Géographie

### Localisation
Bonneuil-en-France fait partie de la banlieue nord de Paris et plus largement dans le Val-d'Oise, département de la grande couronne de l'Île-de-France. Elle est à 11 kilomètres du boulevard des Maréchaux à Paris, et à 14,2 kilomètres au nord-est de la cathédrale Notre-Dame de Paris, centre de la capitale française.
Drancy se trouve à sept kilomètres de l'aéroport Roissy Charles de Gaulle et de sa zone aéroportuaire. Elle est proche de la Plaine Saint-Denis et fait partie de la zone économique de l'aéroport du Bourget.
La commune est située dans le pays de France, dans sa partie méridionale fortement urbanisée.

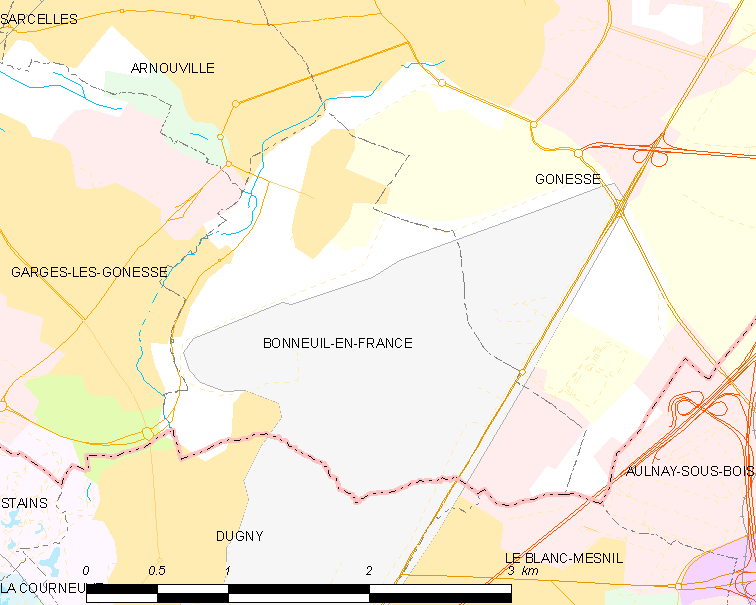
Carte de la commune.
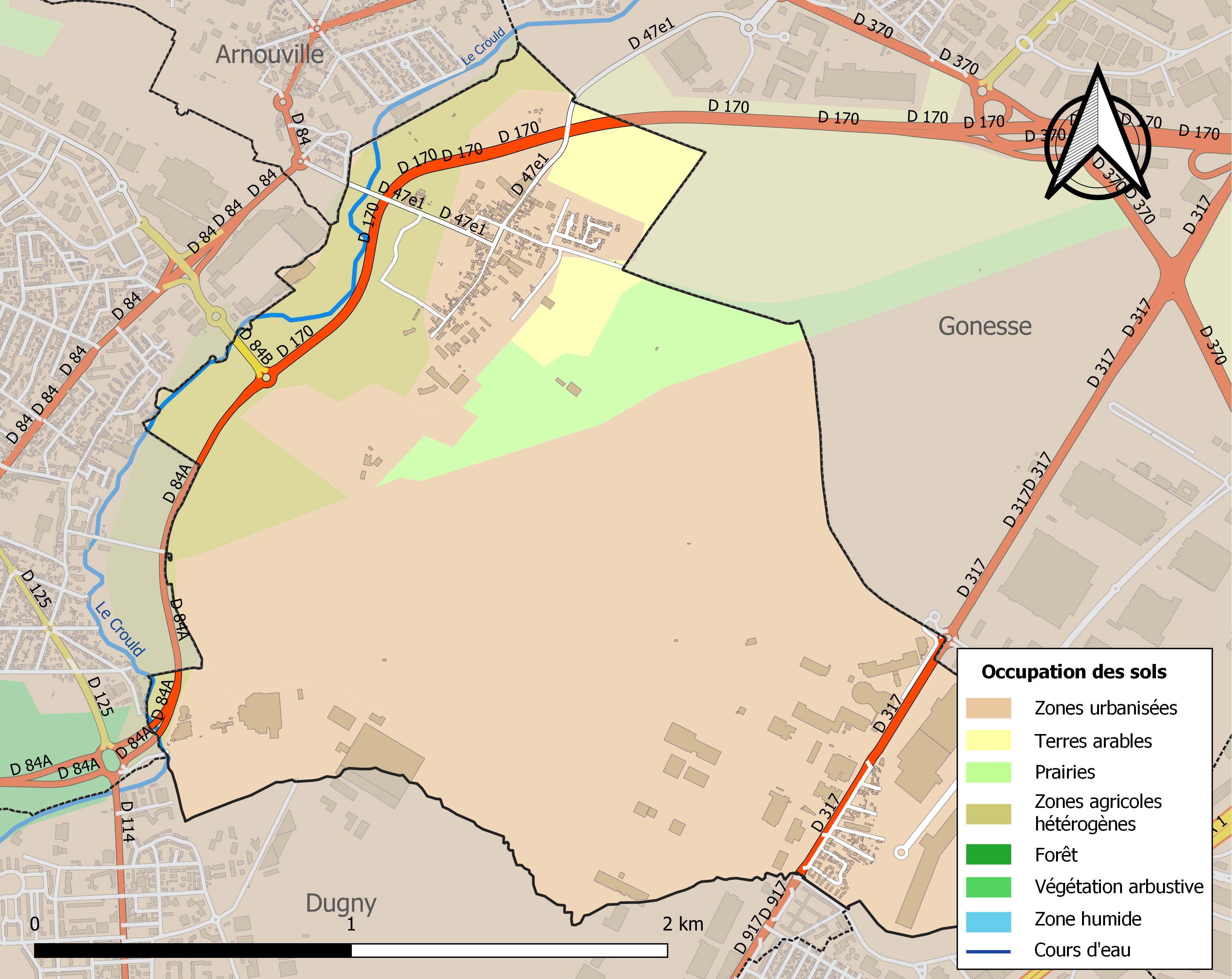
Occupation des sols.

### Communes limitrophes
Bonneuil-en-France est voisine de Garges-lès-Gonesse, d'Arnouville, de Gonesse, communes du Val-d'Oise et de Dugny et du Blanc-Mesnil, communes de la Seine-Saint-Denis.
| Arnouville         |                           | Gonesse                             |
| Garges-lès-Gonesse | Bonneuil-en-France        |                                     |
|                    | Dugny (Seine-Saint-Denis) | Le Blanc-Mesnil (Seine-Saint-Denis) |

### Géologie et hydrologie
La commune de Bonneuil faisant partie de la plaine de France, son sol est composé de limons, marnes. L'altitude de la commune est de 35 mètres pour le point le plus bas et de 59 mètres pour le point le plus haut.
À Bonneuil-en-France, on trouve trois petites rivières, tout d'abord le Petit Rosne et la Morée, qui se jettent dans le Croult,. Et le Croult, qui se jette dans la Seine.
La Morée a été couverte au XIXe siècle, elle forme la limite entre Bonneuil-en-France et Dugny.

### Climat
Pour des articles plus généraux, voir Climat de l'Île-de-France et Climat du Val-d'Oise.
En 2010, le climat de la commune est de type climat océanique dégradé des plaines du Centre et du Nord, selon une étude du CNRS s'appuyant sur une série de données couvrant la période 1971-2000. En 2020, Météo-France publie une typologie des climats de la France métropolitaine dans laquelle la commune est exposée à un climat océanique altéré et est dans la région climatique Sud-ouest du bassin Parisien, caractérisée par une faible pluviométrie, notamment au printemps (120 à 150 mm) et un hiver froid (3,5 °C).
Pour la période 1971-2000, la température annuelle moyenne est de 11,7 °C, avec une amplitude thermique annuelle de 15,2 °C. Le cumul annuel moyen de précipitations est de 670 mm, avec 10,8 jours de précipitations en janvier et 7,5 jours en juillet. Pour la période 1991-2020, la température moyenne annuelle observée sur la station météorologique installée sur la commune est de 12,1 °C et le cumul annuel moyen de précipitations est de 616,3 mm,. Pour l'avenir, les paramètres climatiques de la commune estimés pour 2050 selon différents scénarios d'émission de gaz à effet de serre sont consultables sur un site dédié publié par Météo-France en novembre 2022.
| Mois                                  | jan.             | fév.             | mars            | avril           | mai             | juin           | jui.           | août           | sep.           | oct.            | nov.            | déc.             | année      |
| ------------------------------------- | ---------------- | ---------------- | --------------- | --------------- | --------------- | -------------- | -------------- | -------------- | -------------- | --------------- | --------------- | ---------------- | ---------- |
| Température minimale moyenne (°C)     | 2,3              | 2,1              | 4,2             | 6,3             | 9,8             | 13             | 14,9           | 14,6           | 11,5           | 8,8             | 5,2             | 2,8              | 8          |
| Température moyenne (°C)              | 4,9              | 5,4              | 8,4             | 11,2            | 14,7            | 18             | 20,2           | 20             | 16,5           | 12,7            | 8,1             | 5,4              | 12,1       |
| Température maximale moyenne (°C)     | 7,5              | 8,7              | 12,6            | 16,1            | 19,6            | 23             | 25,5           | 25,4           | 21,5           | 16,5            | 11,1            | 7,9              | 16,3       |
| Record de froid (°C) date du record   | −18,2 17.01.1985 | −16,8 14.02.1956 | −9,6 07.03.1971 | −3,7 01.04.1931 | −1,6 06.05.1957 | 0,9 13.06.1935 | 3,5 09.07.1929 | 1,9 01.08.1923 | 0,1 24.09.1931 | −5,6 30.10.1985 | −9,5 28.11.1921 | −15,1 16.12.1925 | −18,2 1985 |
| Record de chaleur (°C) date du record | 16,1 27.01.03    | 20,8 28.02.1960  | 25,5 31.03.21   | 31,9 18.04.1949 | 35 24.05.1922   | 36,9 27.06.11  | 42,1 25.07.19  | 40,2 12.08.03  | 35,3 09.09.23  | 29,4 04.10.1921 | 21,3 08.11.15   | 17,2 16.12.1989  | 42,1 2019  |
| Ensoleillement (h)                    | 574              | 737              | 1 293           | 171             | 1 894           | 203            | 2 132          | 2 064          | 1 616          | 1 113           | 637             | 543              | 16 342     |
| Précipitations (mm)                   | 46,8             | 41,1             | 43,9            | 43,1            | 60,5            | 53,8           | 56,3           | 52,5           | 44,6           | 56,7            | 53,6            | 63,4             | 616,3      |

### Voies de communication et transports

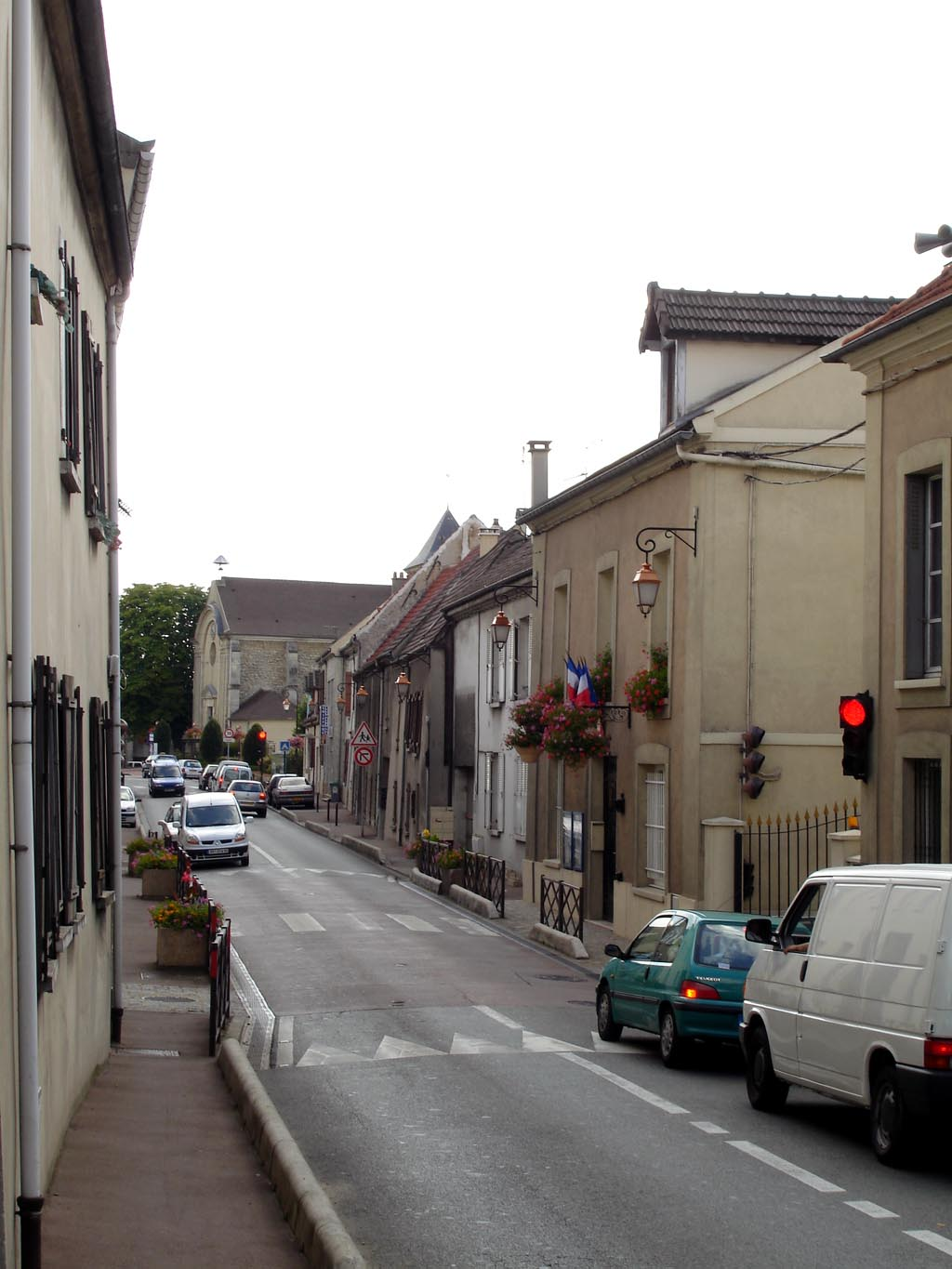
La rue de Gonesse (ou RD 47e) à Bonneuil-en-France.

#### Réseau routier
La commune de Bonneuil-en-France est desservie par la RD 317 au niveau du lieu-dit du Pont-Yblon et par la RD 47, annexe de la RD 47, qui traverse le centre-ville et sert de point de liaison entre la RD 370 au nord-est à Gonesse et la RD 84 à l'ouest à Garges-lès-Gonesse.
En raison des trottoirs rétrécis de la commune, la traversée de Bonneuil-en-France est soumise à des restrictions de circulation concernant les véhicules de plus de 3,5 t, aux véhicules de marchandises (sauf livraisons) et aux véhicules transportant une caravane. De même, dans Bonneuil-en-France, cette voie est limitée à 30 km/h.
Le village de Bonneuil-en-France est également situé à proximité de l'autoroute A1, l'autoroute du Nord, qui est l’autoroute française la plus fréquentée, et de l'autoroute A104, qui est un tronçon de la Francilienne.

#### Transports en commun
Aujourd'hui Bonneuil-en-France est en zone 4 des transports en commun d'Île-de-France. La ville est desservie par plusieurs lignes de bus :
- la ligne 152 du réseau RATP[15] et les lignes 31 et 36 du réseau de bus Roissy Ouest.

Ces lignes de bus permettent notamment de rejoindre les gares de Villiers-le-Bel - Gonesse - Arnouville et de Garges-Sarcelles (RER D), situées respectivement à 3 km et 4 km du centre-ville de Bonneuil-en-France ou encore la gare du Bourget (RER B) et la station de métro La Courneuve - 8 mai 1945 (ligne 7), situées respectivement à 4 km et 6 km  de la zone dite du Pont-Yblon à Bonneuil.

#### Les projets de transports
Il existe dans les communes limitrophes plusieurs projets de transports qui profiteraient également aux Bonneilleux. La ligne rouge du Grand Paris Express passera même sur le territoire communal d'ici 2025. Aucune station n'est prévue à Bonneuil-en-France, mais la station Aéroport du Bourget ne devrait pas être trop éloignée du village et accessible facilement en bus à partir du quartier du Pont-Yblon. Pareillement, la station Triangle de Gonesse devrait apporter un bénéfice aux habitants de la commune.
La création du barreau de Gonesse à partir de 2014 devrait aussi permettre aux Bonneilleux de se déplacer plus aisément.
De plus, un hypothétique prolongement de la ligne 7 du métro de Paris est possible au nord, jusqu'au Musée de l'air et de l'espace au Bourget et bénéficierait aux Bonneilleux du quartier Pont-Yblon.

#### Transports aériens

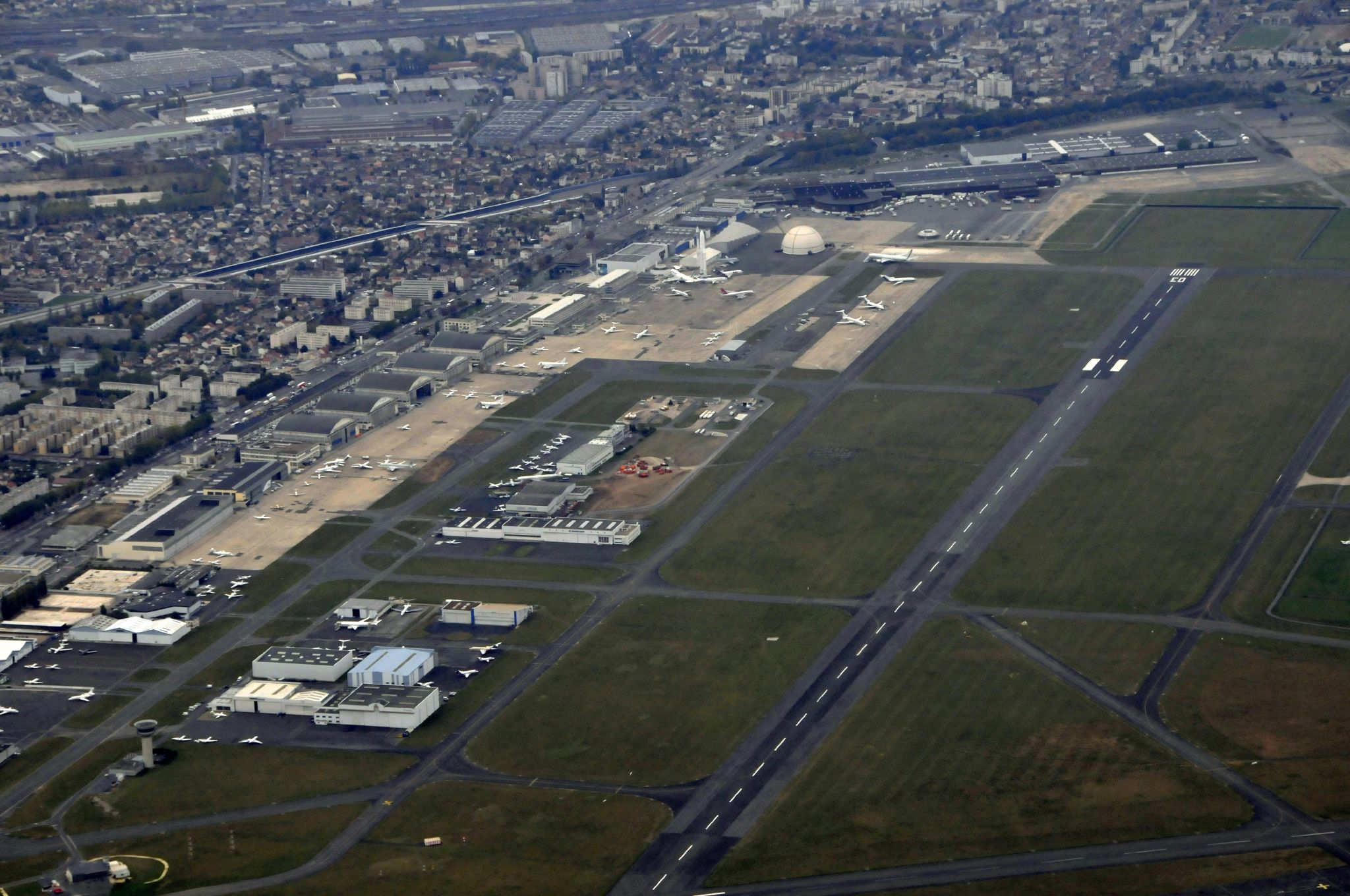
La tarmac de l'aéroport de Paris-Le Bourget.

L'aéroport de Paris-Le Bourget est situé sur le territoire de la commune. Il est géré par Aéroports de Paris. L'aéroport est ouvert au trafic national et international commercial non régulier, aux avions privés, à l'aviation générale, aux IFR et aux VFR avec certaines restrictions. Il est le premier aéroport d'aviation d'affaires en Europe.
Situé à treize kilomètres au nord-est de Paris, il occupe une superficie de 550 hectares, répartis sur quatre communes et deux départements : la Seine-Saint-Denis (Le Bourget et Dugny) et le Val-d'Oise (Bonneuil-en-France et Gonesse).

## Urbanisme

### Typologie
Bonneuil-en-France est une commune urbaine, car elle fait partie des communes denses ou de densité intermédiaire, au sens de la grille communale de densité de l'Insee,,,. Elle appartient à l'unité urbaine de Paris, une agglomération inter-départementale regroupant 411 communes et 10 785 092 habitants en 2017, dont elle est une commune de la banlieue,.
Par ailleurs la commune fait partie de l'aire d'attraction de Paris, dont elle est une commune du pôle principal. Cette aire regroupe 1 929 communes,.

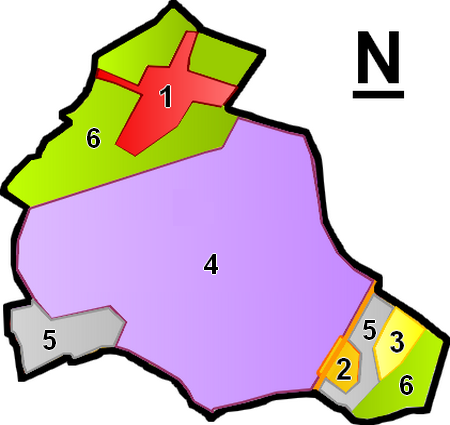
Plan de Bonneuil-en-France :
1. Le Centre-ville.
2. Le quartier d'habitats du Pont-Yblon.
3. ZAC du Pont-Yblon.
4. L'aéroport du Bourget.
5. Zones industrielles.
6. Espace rural.

### Morphologie urbaine
La commune ne possède pas à proprement parler de quartiers mais l'on distingue tout de même deux zones d'habitat séparées par l'aéroport du Bourget. Le premier au nord se trouve être le centre-ville de Bonneuil-en-France et le second au sud, à proximité de la RD 317, est le quartier d'habitats dit du Pont-Yblon.
| Type d’occupation           | Pourcentage | Superficie (en hectares) |
| --------------------------- | ----------- | ------------------------ |
| Espace urbain construit     | 43,5 %      | 206,36                   |
| Espace urbain non construit | 6,5 %       | 30,68                    |
| Espace rural                | 50,1 %      | 237,61                   |
| Source : Iaurif             |             |                          |

En 2008, Bonneuil-en-France a une surface totale de 474,64 hectares. Ses 474,64 ha sont peu répartis pour l'habitat individuel et l'habitat collectif, qui couvrent respectivement 6,56 ha et 2,17 ha. Ils sont également couvert par les voies de transports (rues, voies ferrées...) avec 99,80 ha, par les entreprises (incluant bureaux, commerces...) avec 47,39 ha et par les chantiers avec 47,44 ha. Les espaces verts couvrent 19,56 ha de la commune soit près de 41 % de son territoire et les cultures couvrent 42,61 ha soit près de 9 % de son territoire. Les équipements sportifs ouverts couvrent eux 2,73 ha et quant aux autres équipements (de loisir et culturel, de santé, d'enseignement...) ils occupent 0,52 ha de la ville.

### Logement
Bonneuil-en-France comptait 283 logements en 2008, dont 91,3 % en résidences principales. Parmi les Bonneuilleux étant en résidences principales, 63,5 % des habitants sont propriétaires de leur logement, alors que 31,5 % sont locataires, 5 % de la population est quant à elle logée gratuitement.
Toujours en 2008, 17,3 % des logements étaient composés de deux pièces, 16,9 % des logements de trois pièces, 21,5 % des logements de quatre pièces et des logements de cinq pièces (39,2 %). Les logements plus petits, les studios (5 %) sont moins nombreux.

### Projets d'aménagement
Au début de l'année 2010, trois architectes ont été chargés de l'aménagement de la zone de Paris Le Bourget, le cabinet du secrétaire d'État à la région capitale Christian Blanc a alors déclaré que la zone est considérée comme un des projets phares du Grand Paris. La maîtrise d'ouvrage de ces travaux sera assurée par la communauté d'agglomération de l'aéroport du Bourget qui regroupe les communes du Bourget, de Drancy et de Dugny, en association avec les villes du Blanc-Mesnil et de Bonneuil-en-France. Environ 60 % de l'aéroport du Bourget se trouve dans le Val-d'Oise et une très grande partie se trouve plus spécifiquement sur le territoire de Bonneuil-en-France, la commune est donc grandement concernée par ce projet. D'autant qu'elle dispose de terrains disponibles.

## Toponymie
Bonogilum en 832, Bonus oculus et Bonuel au XIIIe siècle, Bonolium in Bria, Boneuil-en-France en 1516, Bonuel au XIIIe siècle.
Le nom de « Bonneuil-en-France » provient peut-être de l'anthroponyme gaulois Bonos ou de l'adjectif latin bonus, bon, et du gaulois ialo, champ, ou clairière.

## Histoire

### Les origines: préhistoire et époque gallo-romaine
Des objets datant de la Préhistoire et la Protohistoire et plus précisément de l'Holocène ont été retrouvés sur le territoire communal de Bonneuil-en-France. Pour le Néolithique ce sont des outils en silex, tels qu'un ciseau, une lame retouchée, un grattoir et un perçoir qui ont été découverts. Pour le bronze final, ce sont des fosses et des silos à grain datés par des tessons de céramique qui ont été mis au jour lors de travaux d'aménagement de l'aéroport du Bourget. Enfin pour La Tène (second âge du fer), une forge est attestée par la présence de scories, de fragments métalliques et d'une pierre ayant servi d'enclume. Une nécropole a également été trouvée au lieu-dit des Hazerets et couvre une période allant du IVe au IIe siècle av. J.-C. Les archéologues y ont découvert plusieurs sépultures.
L'occupation du lieu continue à l'époque gallo-romaine et est attestée par la découverte d'une villa gallo-romaine, active du Ier au Ve siècle, mise en évidence par un sol de tuile plate et du mobilier en céramique trouvés. De même, sur la nécropole, les Gallo-Romains ont installé un cimetière à incinérations au IIIe siècle.

### Moyen Âge et Ancien-Régime

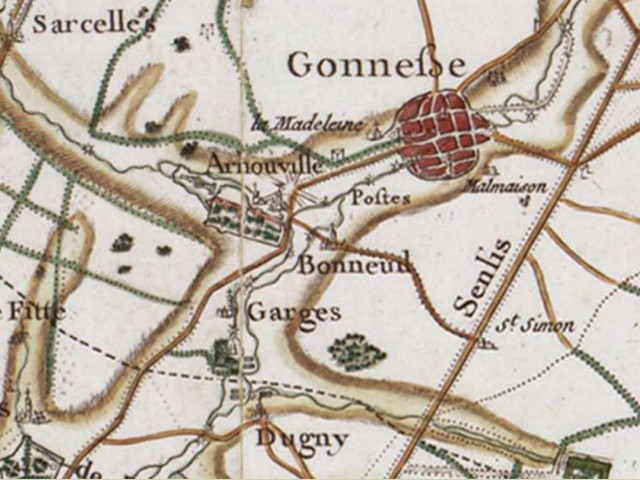
Carte de Cassini, Bonneuil-en-France et ses environs vers 1780.

Aux époques mérovingienne et carolingienne, le territoire de la commune est toujours habité. Le village s'étend alors entre 6 et 9 hectares. Le cimetière a été utilisé entre le VIIIe et le XIe siècle. Bonogilum est attesté en 832 comme une localité où l'abbaye de Saint-Denis possède des terres. Les moines y creusent des viviers et s'y fournissent en poisson[réf. à confirmer],[réf. à confirmer].
La seigneurie de Bonneuil est acquise en 1379, par le Pierre de Chastel ou du Castel, homme fortuné de Saint-Denis ayant été clerc des comptes. Au début du XVe siècle, elle serait tenue par Pierre d'Harsicourt, chevalier de Charles VII. Puis il en est dépossédé par Henri VI d'Angleterre vers 1425. Au XVIe siècle, le château passe à la famille de Thou, notamment Christophe de Thou ; puis en 1643 la seigneurie passe par alliance à la famille de Harlay,.
Durant les guerres de Religion, des cabanes en bois sont édifiées afin de soigner les blessés pendant une bataille. Leur emplacement conserve le nom des "Lazarets", devenu par déformation le lieu-dit "Hazerets". Comme Gonesse et les villages environnants, Bonneuil est connu à l'époque pour la fabrication de pains, « les croquants de Bonneuil » acheminés vers Paris, et sa vocation céréalière.

### L'industrialisation et l'aéroport

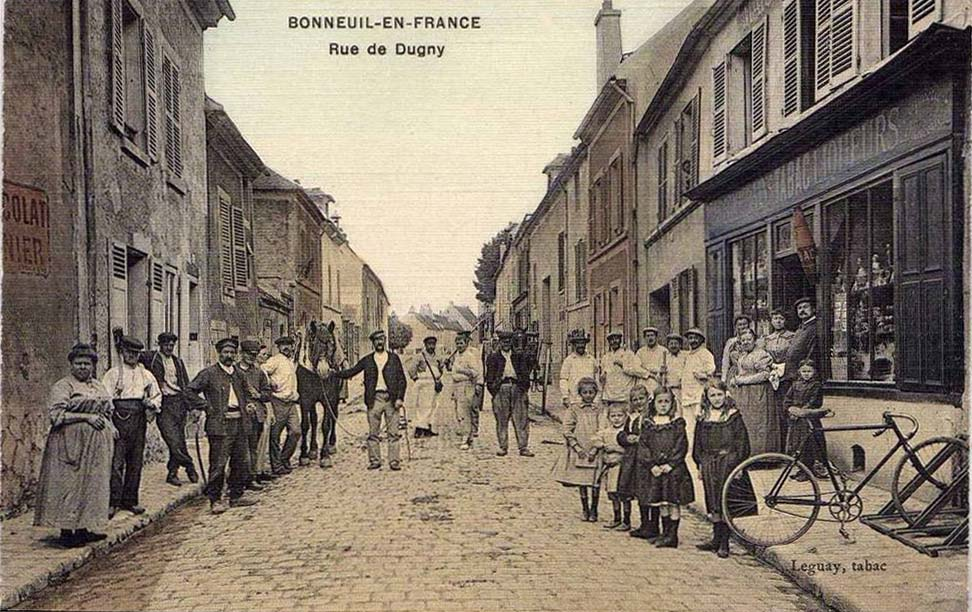
Bonneuil-en-France - La rue de Dugny vers 1900.

Le village, bien qu'entouré de villes très urbanisées, résiste à la pression urbaine et conserve un certain caractère rural. Une partie importante du territoire de la commune est occupée par l'aéroport du Bourget, ce qui semble-t-il a ralenti le développement de Bonneuil-en-France.

## Politique et administration

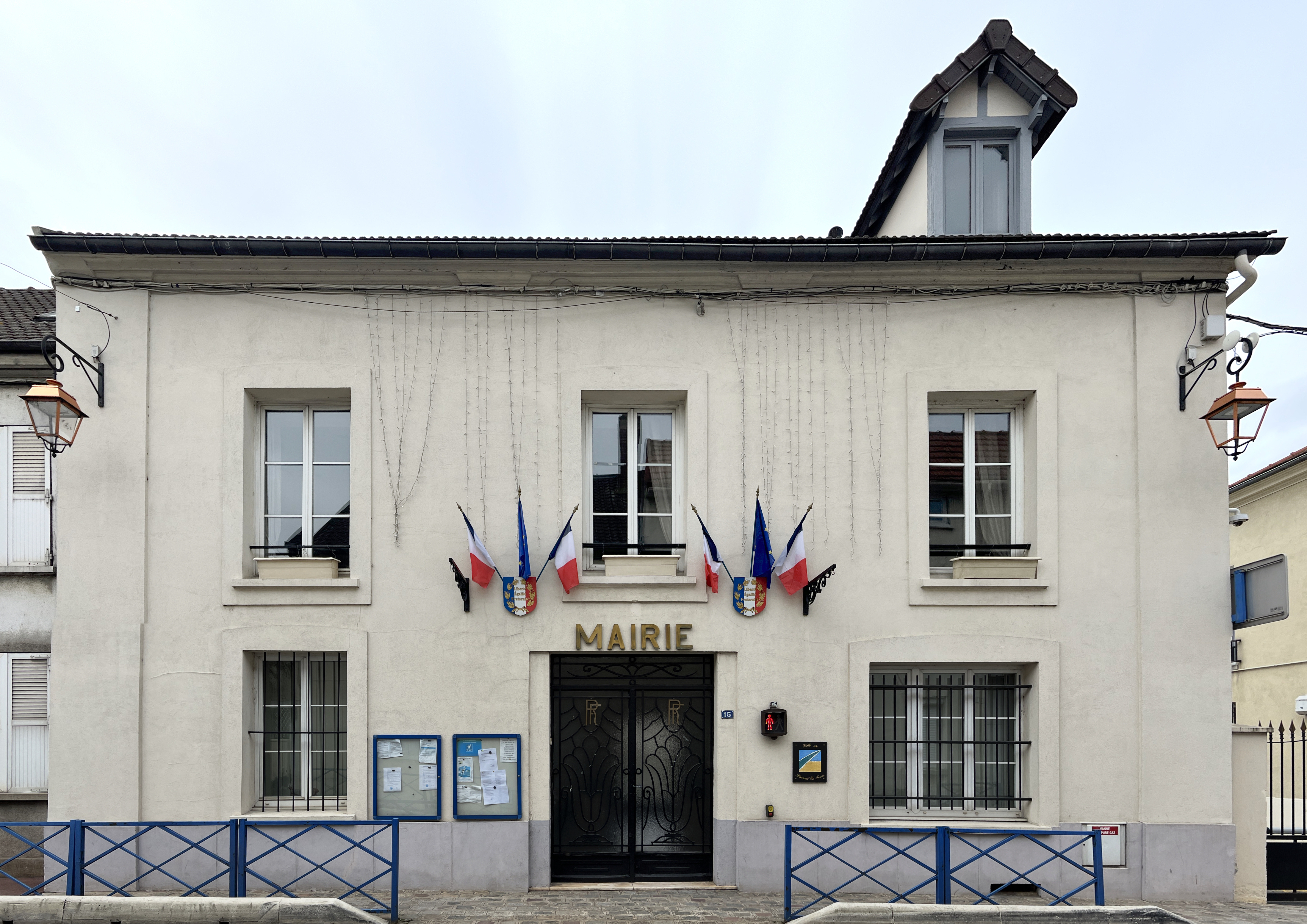
La mairie.

### Organisation administrative
Bonneuil-en-France faisait historiquement partie du canton de Garges-lès-Gonesse-Est. Dans le cadre du redécoupage cantonal de 2014 en France, la commune fait désormais partie du canton de Villiers-le-Bel.
Bonneuil-en-France fait partie de la huitième circonscription du Val-d'Oise.
La commune fait partie de la juridiction d’instance de Gonesse, et de grande instance ainsi que de commerce de Pontoise,.

### Intercommunalité
La commune, qui ne faisait partie d'aucune intercommunalité, a dû intégrer une telle structure. Bien que les élus municipaux aient souhaité s'intégrer la communauté d'agglomération de l'aéroport du Bourget, le préfet, mettant en œuvre le schéma départemental de coopération intercommunale (SDCI) du Val-d'Oise de 2011, a imposé l'adhésion de la commune à la communauté d'agglomération Val de France, qui a pris effet le 1er janvier 2014,,.
Cette intercommunalité a fusionné avec d'autres le 1er janvier 2016 pour former la communauté d'agglomération Roissy Pays de France, dont la commune est désormais membre.

### Tendances politiques et résultats
À l’élection présidentielle française de 2007, le premier tour a vu arriver en tête Nicolas Sarkozy avec 36,78 % soit 135 voix, suivi de Ségolène Royal avec 22,62 % soit 83 voix, puis de Jean-Marie Le Pen avec 17,98 % soit 66 voix, et enfin de François Bayrou avec 11,99 % soit 44 voix, aucun autre candidat ne dépassant le seuil des 5 %. Au second tour, les électeurs ont voté à 62,29 % soit 218 voix pour Nicolas Sarkozy contre 37,71 % soit 132 voix pour Ségolène Royal, résultat plus marqué à droite que la moyenne nationale qui est, au second tour, de 53,06 % pour Nicolas Sarkozy et 46,94 % pour Ségolène Royal. Pour cette élection présidentielle, le taux de participation a été élevé. On compte au premier tour, 434 inscrits sur les listes électorales bonneuilleuses, 85,71 % soit 372 voix ont participé aux votes, le taux d’abstention fut de 14,29 % soit 62 voix, 1,34 % soit 5 voix ont effectué un vote blanc ou nul et enfin 98,66 % soit 367 voix se sont exprimées.
À l'élection régionale de 2010 en Île-de-France, le premier tour a vu arriver en tête la liste conduite par Valérie Pécresse (LMAJ) avec 28,89 % soit 39 voix, suivi de la liste conduite par Jean-Paul Huchon (LSOC) avec 28,15 % soit 38 voix, puis celle conduite par Marie-Christine Arnautu (LFN) avec 15,56 % soit 412 voix, aucun autre candidat ne dépassant le seuil des 10 %. Au second tour, les électeurs ont voté à 58,28 % soit 95 voix pour la liste de Jean-Paul Huchon contre 41,72 % soit 68 voix pour la liste Valérie Pécresse, résultat proche de la moyenne régionale, qui est, au second tour de 56,69 % pour la liste de Jean-Paul Huchon contre 43,31 % pour la liste Valérie Pécresse.

### Liste des maires
| Période                                  | Période                       | Identité           | Étiquette | Qualité                                                     |
| ---------------------------------------- | ----------------------------- | ------------------ | --------- | ----------------------------------------------------------- |
| Les données manquantes sont à compléter. |                               |                    |           |                                                             |
| mars 2001                                | mai 2020                      | Jean-Luc Herkat    | UMP → LR  | Vice-président de la CA Roissy Pays de France (2016 → 2020) |
| juillet 2020                             | En cours (au 10 juillet 2020) | Abdellah Benouaret | SE        |                                                             |

### Politique de développement durable
Bonneuil-en-France fait partie du Syndicat Intercommunal pour l'Aménagement Hydraulique des vallées du Croult et du Petit Rosne (SIAH) et depuis 1995 la commune accueille la station d’épuration du Syndicat, baptisée en 2003 Bernard Cholin,.
Elle a été mise en place pour dépolluer les eaux usées avant de les rejeter dans la rivière. L'objectif du SIAH est donc de lutter contre la pollution de l'eau mais aussi de lutter contre les inondations plus ou moins importantes dont a été victime la vallée du Petit Rosne,. Cette station doit être agrandie d'ici 2022 pour passer d'une capacité de 300 000 à 500 000 équivalents-habitants, grâce à un prêt de la Banque européenne d'investissement et en ajoutant une méthanisation des boues d'épuration.

## Population et société

### Démographie
L'évolution du nombre d'habitants est connue à travers les recensements de la population effectués dans la commune depuis 1793. Pour les communes de moins de 10 000 habitants, une enquête de recensement portant sur toute la population est réalisée tous les cinq ans, les populations de référence des années intermédiaires étant quant à elles estimées par interpolation ou extrapolation. Pour la commune, le premier recensement exhaustif entrant dans le cadre du nouveau dispositif a été réalisé en 2005.

En 2022, la commune comptait 1 179 habitants, en évolution de +13,91 % par rapport à 2016 (Val-d'Oise : +4 %, France hors Mayotte : +2,11 %).
| 1793 | 1800 | 1806 | 1821 | 1831 | 1836 | 1841 | 1846 | 1851 |
| ---- | ---- | ---- | ---- | ---- | ---- | ---- | ---- | ---- |
| 516  | 426  | 511  | 405  | 443  | 482  | 421  | 416  | 402  |

| 1856 | 1861 | 1866 | 1872 | 1876 | 1881 | 1886 | 1891 | 1896 |
| ---- | ---- | ---- | ---- | ---- | ---- | ---- | ---- | ---- |
| 387  | 375  | 394  | 333  | 354  | 348  | 343  | 350  | 292  |

| 1901 | 1906 | 1911 | 1921 | 1926 | 1931 | 1936 | 1946 | 1954 |
| ---- | ---- | ---- | ---- | ---- | ---- | ---- | ---- | ---- |
| 337  | 310  | 335  | 329  | 541  | 639  | 574  | 326  | 610  |

| 1962 | 1968 | 1975 | 1982 | 1990 | 1999 | 2005 | 2006 | 2010 |
| ---- | ---- | ---- | ---- | ---- | ---- | ---- | ---- | ---- |
| 654  | 597  | 561  | 529  | 707  | 774  | 749  | 730  | 713  |

| 2015  | 2020  | 2022  | - | - | - | - | - | - |
| ----- | ----- | ----- | - | - | - | - | - | - |
| 1 034 | 1 158 | 1 179 | - | - | - | - | - | - |

### Enseignement et jeunesse
Bonneuil-en-France est en zone C, sous la direction de l'Académie de Versailles.
La commune de Bonneuil-en-France gère une école primaire, faisant office de maternelle. L'école compte environ 165 élèves répartis dans sept classes.
Les collégiens et lycéens de Bonneuil-en-France dépendent respectivement du collège Jean-Moulin d'Arnouville et du lycée René-Cassin à Gonesse qui accueille les filières générales (L, ES, S) et technologiques (STMG, ST2S),.

### Sports
Bonneuil-en-France possède un complexe sportif de plein air qui comprend un terrain multisports, une table de tennis de table, une aire de jeux pour les enfants, deux courts de tennis et une aire de fitness workout.
Au sein de la commune, il est possible de pratiquer le football Et le Futnet.

### Cultes
Les Bonneuilleux disposent d'un lieu de culte catholique avec l'église Saint-Martin. Elle dépend du diocèse de Pontoise.
Plusieurs lieux de cultes protestant, israélites et musulmans se trouvent dans les villes voisines de Garges-lès-Gonesse, de Gonesse et du Blanc-Mesnil.

## Économie

### Revenus de la population et fiscalité
En 2008, le revenu fiscal médian par ménage était de 20 326 €, ce qui plaçait Bonneuil-en-France au 5 912e rang parmi les 31 604 communes de plus de 50 ménages en métropole.
Les taux communaux de la fiscalité directe locale étaient les suivants en 2009, :
- taxe d'habitation : 4,92 % ;
- taxe professionnelle : 3,70 % ;
- taxe foncière sur les propriétés bâties : 8,82 % ;
- taxe foncière sur les propriétés non bâties : 34,78 %.

À ces taux, il convient d'ajouter ceux appliqués par d'autres collectivités et par l'État pour déterminer les sommes payées par les contribuables.

### Emploi
En 2008, 505 Bonneuilleux avaient entre 15 et 64 ans, les actifs ayant un emploi représentaient 76,6 % de la population boneuilleuse, les retraités représentaient 5,1 % des Bonneuilleux, 23,4 % de la population était considéré comme autres inactifs et 61 Bonneuilleux étaient chômeurs, ce qui donne un taux de chômage de 12,2 % pour la commune contre 8,4 % pour le département la même année. Et enfin la population estudiantine représentait 6,7 % des Bonneuilleux,.

### Entreprises et commerces
En 2004 à Bonneuil-en-France, 11 entreprises ont été créées, la ville se place à la 4 148e place au niveau national sur la création d'entreprise, cette année-là. Le nombre total d'établissements est d'environ 66 (en 2004). Les industries des biens de consommation représentent 6,1 % avec quatre établissements, les industries des biens d'équipement représentent une part de 4,5 % avec trois entreprises. L'industrie des biens intermédiaires comporte six entreprises soit 9,1 %, l'énergie avec une seule entreprise représente 1,5 %, la construction avec ses dix entreprises représente 15,2 %, le commerce représente pas moins de 22,7 % du nombre total d'entreprises avec quinze établissements, le transport comprend seize établissements soit 24,2 %. Les activités immobilières ne totalisent qu'une seule entreprise soit 1,5 %, les services aux entreprises représentent 7,6 % avec cinq établissements, les services aux particuliers comprennent trois entreprises soit 4,5 % et enfin pour ce qui touche au dernier type d'établissement à savoir l'éducation, la santé et l'action sociale on dénombre deux entreprises soit 3 % du nombre d'établissements total.

## Culture locale et patrimoine

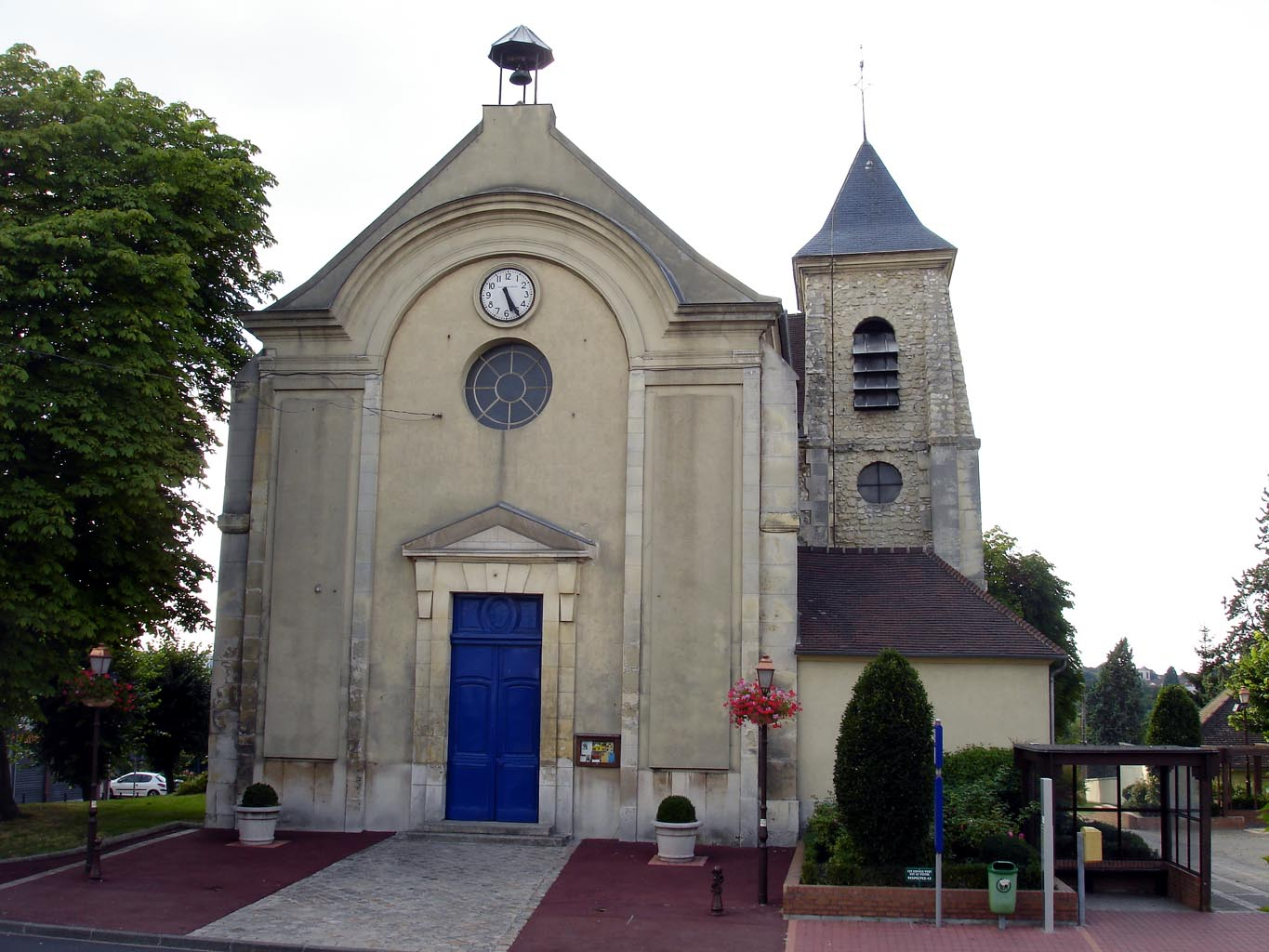
L'église Saint-Martin.

### Lieux et monuments
Bonneuil-en-France ne compte aucun monument historique classé ou inscrit sur son territoire.
- Église Saint-Martin : elle fut construite de 1768 à 1773, l'ancienne église située aux Hazerets menaçant de s'effondrer. Cette dernière, quant à elle, avait été construite au XIVe siècle et était un édifice de style gothique.

La façade occidentale de la nouvelle église a probablement été dessinée par l'architecte Pierre Contant d'Ivry vers le milieu du XVIIIe siècle et présente un style classique. Elle est de plan cruciforme, sans bas-côtés, avec un chevet en hémicycle. Comme particularité, l'édifice est orientée inversement à la règle générale, qui veut que le chevet soit situé à l'est. Le clocher latéral se situe au-dessus du croisillon nord du transept.
L'église a fait l'objet d'une restauration en 2006. Bien que plutôt simple d’extérieur, elle possède un intéressant mobilier, parmi lequel l'on peut citer deux bas-reliefs en bois sculpté : le premier représente la charité de saint Martin, et le second les objets utilisés pendant les célébrations liturgiques. Le retable, pour épouser la forme de l'abside, est quelque peu incurvé. La pietà de Bonneuil-en-France de style néoclassique représente la Vierge Marie quelque peu accroupie pour aider l'enfant Jésus à se tenir debout sur un globe,,.
- Dans le cimetière de Bonneuil-en-France, sont conservées deux sépultures remarquables. La première est la tombe de la famille Poiret, la stèle est d'inspiration néoclassique, chose fréquente dans la première moitié du XIXe siècle. La seconde est la chapelle funéraire Maure-Sauton, datée de la fin du XIXe siècle ou du début du XXe siècle, elle est composée de granits de différentes couleurs mais principalement rougeâtres, de bronze et de vitraux[70].
- Patrimoine aéronautique : de par son nom, l'aéroport du Bourget est surtout associé à la commune du Bourget, particulièrement parce que l'aérogare se trouve dans cette dernière. Par conséquent, les plus beaux éléments du patrimoine aéronautique se trouve au Bourget et à Dugny, où se trouve notamment le Musée de l'air et de l'espace.